# Leskovik

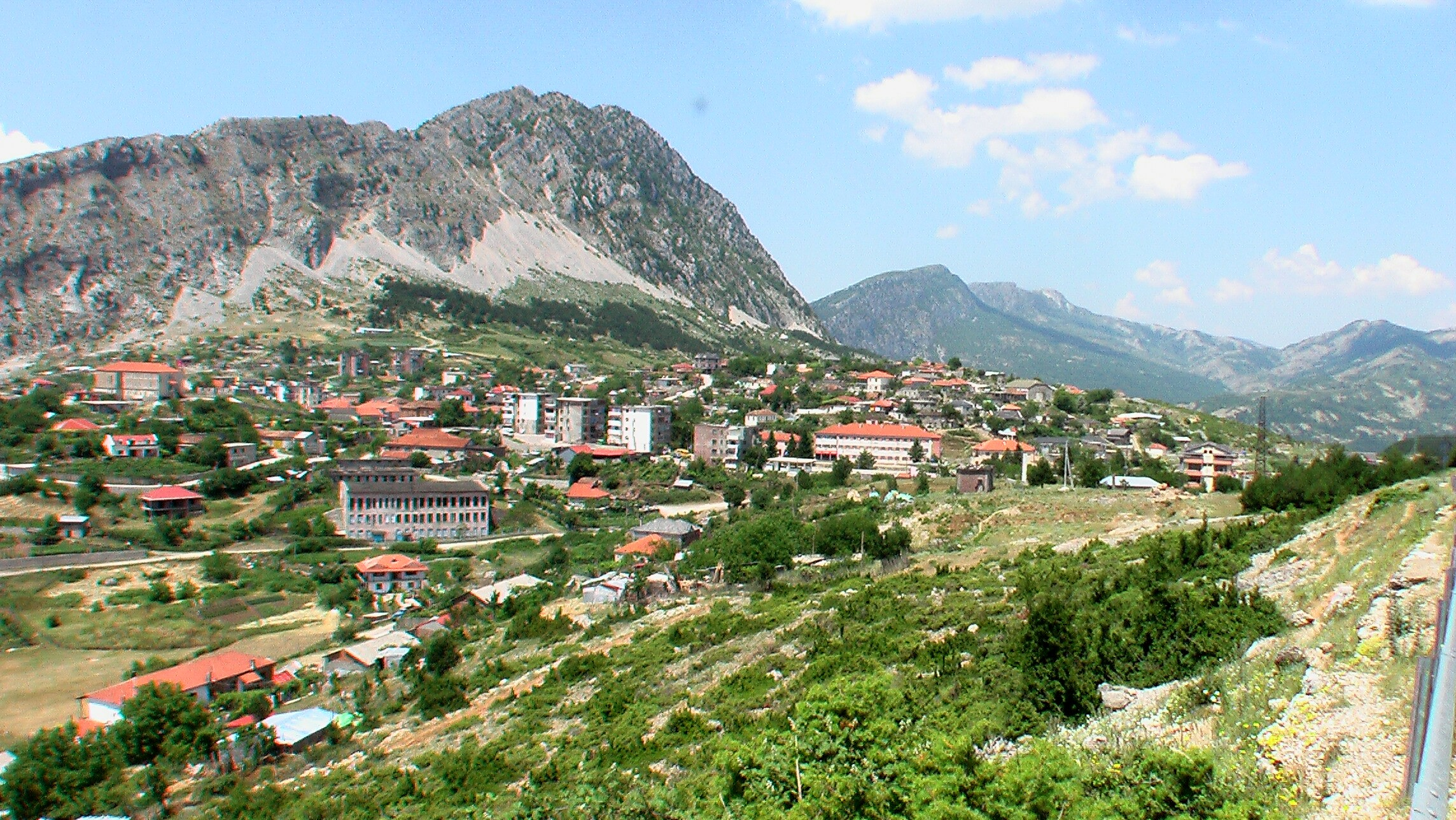

Leskovik è una frazione del comune di Kolonjë in Albania (prefettura di Coriza).
Fino alla riforma amministrativa del 2015 era comune autonomo, dopo la riforma è stato accorpato, insieme agli ex-comuni di Barmash, Çlirim, Ersekë, Mollas, Novoselë, Qendër Ersekë e Qendër Leskovik a costituire la municipalità di Kolonjë.

## Località
Il comune era formato dall'insieme delle seguenti località:
- Pobicke
- Cercke
- Radat
- Radove
- Postenan
- Lashove
- Peshtan
- Pode
- Kovacisht
- Vrepcke
- Germenj
- Radanj
- Gline
- Gjiraka